# Поезд-призрак
Поезд-призрак — серия городских легенд, повествующих о случаях наблюдения якобы призрачных поездов или локомотивов (чаще всего — паровозов).

## Варианты легенды

### Итальянский поезд-призрак
На территории постсоветского пространства известна версия легенды, которую популяризирует Николай Черкашин — капитан первого ранга в отставке, журналист и философ.

#### Исчезновение
В его рассказе фигурирует итальянский трёхвагонный туристический состав, который в 1911 году совершал очередной прогулочный рейс. В районе входа в тоннель (утверждается, что это был только что открытый самый большой в мире тоннель) в странном, вязком, непонятно откуда появившемся тумане поезд пропал вместе со всеми пассажирами. Более подробная версия легенды утверждает, что два человека из числа пассажиров успели покинуть поезд, и история о вязком тумане, вызвавшем у всех находившихся в поезде приступ паники, известна с их слов. Также после этого случая тот самый тоннель по решению железнодорожных служб был заложен камнями, а в годы войны уничтожен авиабомбой. Эта легенда распространена на Западе среди разного рода любителей мистики, датой исчезновения поезда называется 14 июля 1911 года, название и местоположение тоннеля нигде и никогда не уточняется, кроме того общего сообщения, что он находился «в Ломбардии». Итальянские газеты за 1911 год никак не отмечают это событие, которое, случись оно в реальности, должно было бы вызвать панику в Италии и сенсацию во всем мире.

#### Последующие наблюдения
За прошедшее с 1911 года время состав, похожий по описанию на пропавший, якобы неоднократно видели в разных частях света.
В частности, в 1955 году путевой рабочий Пётр Григорьевич Устименко под Балаклавой (Крым) якобы видел поезд, проходящий по насыпи, на которой давно были демонтированы рельсы. Паровоз и вагоны были явно иностранного производства и выглядели довольно примитивно; состав двигался совершенно беззвучно, однако каким-то образом ему удалось раздавить не заметивших его кур. Казалось, в составе не было ни одного живого человека, шторы в вагонах были занавешены. Свидетель этого происшествия утверждает, что он в этот момент был трезв и осознавал происходящее. В тот же день произошёл взрыв на линкоре «Новороссийск».
Такой же по описанию состав был якобы замечен учёным Василием Лещатым в 1991 году в Полтавской области Украины, на переезде в селе Заваличи. Сам Лещатый, если верить ряду источников, вскочил на подножку того поезда и с тех пор исчез. Впрочем, существование в Полтавской области такого переезда ставится под сомнение.
В Интернете на сайтах, специализирующихся на мистике, и в частных блогах неоднократно встречается история о наблюдении поздней осенью 1994 года на станции Половина (Иркутская область) после 23:00: некий молодой человек якобы видел, как рядом с ним медленно проехал старинный поезд с надписью крупными латинскими буквами жёлтого цвета. Свидетель запомнил кондуктора в коричневой униформе и шапке с околышем, на нём был воротничок, пристёгнутый к сорочке. Также он заметил несколько человек в окнах вагонов. Прибытие поезда не объявлялось, поезд шёл по чужому пути.

#### Предположительное возвращение части пассажиров
В одной из статей, посвящённых данной легенде, говорится о том, что якобы в 1840-х годах в Мексике неизвестно откуда объявились 104 человека. Их сочли сумасшедшими, поскольку все они утверждали, что прибыли из Италии на поезде. Автор статьи предположил, что это были пассажиры поезда-призрака, «провалившегося» в прошлое, которые не сумели покинуть состав.

### История с экспрессом Лондон-Глазго
Также на территории постсоветского пространства известна другая городская легенда о перемещении поезда во времени. Якобы, в 1912 году, в железнодорожном экспрессе, следовавшем из Лондона в Глазго, в присутствии двух пассажиров (инспектора Скотленд-Ярда и молодой медицинской сестры) в вагоне на сиденье около окна со страшным криком возник пожилой мужчина, одетый в старинный костюм и держащий кнут в руке. Мужчина представился как Пимп Дрейк, извозчик из деревни Четнем. Через несколько минут мужчина исчез, однако в купе остались его кнут и шляпа. Расследование, проведенное инспектором, вывело на запись в церковной книге 150-летней давности, в которой рассказывалось о случае с извозчиком из деревни Четнем по имени Пимп Дрейк, который попал внутрь «дьявольского экипажа» и после этого сошёл с ума.

### Поезд-призрак в Московском метро
Известно много городских легенд, связанных с подземными сооружениями, в том числе метрополитеном. Среди легенд о Московском метрополитене, в частности, имеется легенда о поезде-призраке, который неоднократно появляется после полуночи на Кольцевой линии. Он движется по направлению против часовой стрелки. По легенде в 1962 году один поезд пропал вместе с пассажирами глубоко под землёй на Кольцевой линии, во время следования от одной станции к другой. Поезд (иногда уточняется — явно старой конструкции) заполнен пассажирами, в кабине можно увидеть машиниста в советской форме 1940-50-х годов. Состав останавливается почти на каждой станции, но лишь изредка открывает двери. Приближаться к открытым дверям поезда, тем более входить в него, крайне опасно; те, кто пытается сделать это, исчезают навсегда. По объяснению диггеров, Кольцевая линия переживает своё прошлое раз за разом вот уже долгие годы, и те живые, что попадают в поезд по ошибке, становятся частью прошлого. Иногда рассказы о призрачном поезде обрастают ещё более жуткими подробностями и разными вариантами.
Происхождение легенды может быть связано с тем фактом, что через Кольцевую линию часто следуют пустые транзитные поезда с других линий (в том числе и более старых типов, чем используются на Кольцевой), например, на техобслуживание в другое депо, тогда как остальные детали сознательно или бессознательно могли быть дорисованы очевидцами или при пересказе. Официальных документов, подтверждающих легенду, нет. Работники метрополитена опровергают достоверность легенды, однако признают, что на Кольцевой линии после полуночи периодически срабатывает автоматика, как будто на путях находится «лишний» поезд.

### Трамвай-призрак
В Краснодаре начиная с 1980-х гг. бытует городская легенда о трамваях-призраках, чаще всего описываемых как Tatra T3 чёрного или кроваво-красного цвета, якобы появляющихся в темное время суток. По легенде, севшие в такой трамвай люди исчезают бесследно, а его появление предвещает какое-либо несчастье.
Аналогичный сюжет также зафиксирован в повести Э. Успенского «Красная рука, чёрная простыня, зелёные пальцы»:

Он шел куда глаза глядят. В своем Покровском-Стрешневе он знал каждый уголок. Но сейчас он увидел, что оказался в районе, в котором никогда не был. Стояли дома непривычной конструкции, росли деревья незнакомого вида. И на улице не было ни одного человека. Казалось, что в этой части города только что наступило самое раннее-раннее утро.

Он подошел к остановке трамвая. Номера были какие-то странные № 1932–1958, № 1983-19…

— Как цифры на кладбище, — подумал Рахманин.

И сразу же показался трамвай. Он шел почти бесшумно, хотя выглядел очень старым на вид, как будто сошел с дореволюционной фотографии, и по логике должен был бы греметь.

Он все ближе и ближе. Глаза у Рахманина полезли на лоб, потому что трамвай был черного цвета. Не трамвай, а катафалк.

Двери распахнулись. Виктора так и потянуло в черную прямоугольную дыру. Еще секунда, и он сделал бы шаг. Но у него хватило разума повернуться и шагнуть в обратную сторону.

И все резко переменилось. Появились люди. Возник шум города.

— Почему я не вошел в него? — думал Рахманин. — Почему?

И он понял. На трамвае стояла цифра 1968. Это был год его рождения.
— Эдуард Успенский. Красная рука, чёрная простыня, зелёные пальцы

### Зарубежный городской фольклор
Западному городскому фольклору изложенные выше легенды практически не известны, там значительно большей популярностью пользуются рассказы о других поездах-призраках, например, о поезде «Серебряная стрела» Стокгольмского метрополитена и фантомном похоронном поезде Авраама Линкольна, якобы появляющимся в годовщину его смерти на железной дороге, связывающей Вашингтон и Спрингфилд.

## Поезд-призрак в культуре
- В рассказе польского писателя С. Грабиньского «Сигналы» (сборник «Демон движения», 1919 г.) старый железнодорожник рассказывает «путейскую легенду» о поезде, который исчез с путей в результате манипуляций начальника станции с путевыми сигналами[12].
- В кинофильме 1989 года «Охотники за привидениями 2» присутствует сцена в метро с появлением поезда-призрака, который проезжает сквозь одного из охотников Уинстона, напугав его до полусмерти.
- В компьютерной игре The Matrix: Path Of Neo на одном из уровней игры главный герой после схватки в метро с агентом Смитом случайно оказывается на заброшенной станции метро. Чтобы выбраться оттуда, ему приходится сесть в поезд-призрак и выйти на станции Бальбоа. При этом в игре поезд интересен тем, что снаружи главному герою виден лишь первый вагон (кабина машиниста), а внутри есть три скрытых вагона. Один из вагонов перевернут вверх тормашками, а его пассажиры — призрачные тени.
- В 2006 году в Японии вышел кинофильм под названием «Поезд-призрак».
- В трилогии Владислава Крапивина «Голубятня на жёлтой поляне» фигурирует «Поезд до станции Мост», время от времени приходящий на станции провинциальных городков. В поезд можно войти и даже проехать в нём до одной из следующих станций, но если слишком долго оставаться в нём, можно оказаться в параллельном мире. В романе «Мальчик и ящерка» упоминается связанный с этим поездом призрачный железнодорожный мост, появляющийся в одном и том же месте на короткое время. В момент появления поезд и мост вполне реальны. Герой, попытавшийся подняться на мост, погибает: не успев спуститься, он падает и разбивается насмерть, когда мост исчезает.
- Виктор Колупаев, «Фирменный поезд „Фомич“» — фантастический роман.
- В компьютерной игре Final Fantasy VI фигурирует поезд-призрак, увозящий души умерших на тот свет. Героям игры, севшим в него по ошибке, приходится вырываться с боем.
- В мультсериале «Эй, Арнольд» производства Nickelodeon есть серия, где главные герои, проверяя легенду о поезде-призраке, попадают в переделку. После выясняется, что это просто старый состав для перевозки шахтёров.
- Основа аниме-сериала Miracle Train: Ōedo-sen e Yōkoso (в неофициальном русском переводе — «Волшебный поезд: Добро пожаловать на линию Оэдо») — появляющийся на линии Оэдо токийского метрополитена волшебный поезд. По сюжету, попасть в этот поезд может только девушка, и только в момент серьёзной печали.
- В аниме-фильме «Унесённые призраками» главные герои садятся на поезд, идущий по затопленным рельсам и заполненный пассажирами-тенями.
- Рассказ А. Дж. Дейча «Лист Мёбиуса» (A Subway Named Moebius), изданный в 1950 году, повествует о поезде метро, превратившемся в поезд-призрак. По рассказу было снято несколько фильмов: «Лист Мёбиуса» (СССР, 1988), «Мебиус» (Германия, 1993), «Мёбиус» (Аргентина, 1996), «Мёбиус 17» (Германия, 2005).
- В компьютерной игре «Metro 2033» в миссии «Хан» по тоннелю проезжает поезд, который не видно в темноте, светятся лишь окна, если навести фонарь, будет видно полупрозрачный силуэт поезда, похожий на тень.
- В компьютерной игре S.T.A.L.K.E.R.: Зов Припяти на локации «Окрестности Юпитера» если прислушаться, то можно услышать звуки приближения и остановки поезда. Неудивительно, ведь железная дорога и прилегающая к ней станция «Янов», давно заброшены и покинуты.
- Борис Тараканов, «По следам поезда-призрака» (первое название «Кольцо времени»): похоже описывается пропажа поезда фирмы Sanetti в недавно построенном туннеле в горах Ломбардии.
- В игре Cuphead есть босс «Фантомный поезд», при битве с которым надо сражаться с существами, что находятся в вагонах и самим паровозом. Между переходами из одной фазы в другую можно увидеть пассажиров в окнах.
- В книге Константина Сергиенко «Увези нас, Пегас!» приводятся легенды о американском паровозе-призраке Белый Дымок, способном проходить сквозь горы и передвигаться там, где нет рельс.
- В сериале «Боишься ли ты темноты?» (4 сезон, 13 серия) герои оказываются пленниками поезда-призрака, который появляется неподалёку от станции, где много лет назад произошло крушение.
- В книге Линды Сауле «Феррагосто» центральными событиями становятся исчезновение поезда с пассажирами при прохождении через туннель и расследование этого явления[13].